# SN 2004fg
SN 2004fg – supernowa typu Ia odkryta 31 października 2004 roku w galaktyce M+05-56-07. W momencie odkrycia miała maksymalną jasność 18,20m.